# Jeux olympiques d'été de 1956
Pour les articles homonymes, voir Jeux olympiques de 1956.
Les Jeux olympiques d’été de 1956, jeux de la XVIe olympiade de l'ère moderne, ont été organisés à Melbourne, en Australie, du 22 novembre au 8 décembre 1956. Pour la première fois dans l'histoire, les Jeux olympiques se déroulent dans l'hémisphère Sud.
En raison de la législation stricte sur les entrées d'animaux dans le territoire australien, les épreuves d'équitation sont annulées. C'est ainsi que, du 10 au 17 juin 1956, 29 pays participent aux Jeux équestres de Stockholm.

## Élection de la ville hôte
Le Comité international olympique confie l'organisation des Jeux olympiques d'été de 1956 à la ville de Melbourne au cours de la 43e session du 28 avril 1949 à Rome.
| Villes        | Pays       | Tour 1 | Tour 2 | Tour 3 | Tour 4 |
| Melbourne     | Australie  | 14     | 18     | 19     | 21     |
| Buenos Aires  | Argentine  | 9      | 12     | 13     | 20     |
| Los Angeles   | États-Unis | 5      | 4      | 5      | -      |
| Détroit       | États-Unis | 2      | 4      | 4      | -      |
| Mexico        | Mexique    | 9      | 3      | -      | -      |
| Chicago       | États-Unis | 1      | -      | -      | -      |
| Minneapolis   | États-Unis | 1      | -      | -      | -      |
| Philadelphie  | États-Unis | 1      | -      | -      | -      |
| San Francisco | États-Unis | 0      | -      | -      | -      |
| Montréal      | Canada     | 0      | -      | -      | -      |

## Contexte historique et boycott
L'année 1956 est marquée par une multitude d'événements politiques majeurs tels l'affaire du Canal de Suez, le deuxième conflit entre l'Égypte et Israël, la violence en Afrique du Nord, et en particulier en Algérie, mais aussi par l'invasion de la Hongrie par les chars soviétiques.
Dans ce contexte politique chargé, les Jeux olympiques de Melbourne, à 20 000 km du continent européen, resteront dans l'histoire comme les premiers ayant occasionné le boycott de certains pays.
La révolution hongroise, l'invasion soviétique et la répression sanglante qui s'ensuit provoqua le boycott de trois pays européens : l'Espagne, les Pays-Bas et la Suisse. Sur ce conflit, Avery Brundage, président du CIO, lança un message d'apaisement pour dénoncer ces événements, et déclara que « les Jeux olympiques sont des compétitions entre individus, non entre nations ».
Autres types de boycott, l'Égypte, l'Irak et le Liban dénoncent la présence d'Israël aux Jeux olympiques en raison de la crise du canal de Suez. Par ailleurs, la République populaire de Chine décide de quitter Melbourne après que le drapeau de République de Chine (Taïwan) eut été hissé.

## Violation de la charte olympique
Pour la première fois dans l'histoire des Jeux, la charte olympique chère à Pierre de Coubertin fut bafouée concernant l'unité de lieu. En effet, une loi australienne ignorée par le CIO lors de l'élection de Melbourne en 1949 impose une quarantaine de six mois pour tous les chevaux entrant dans le pays.
En 1954, le Comité international olympique décide de scinder en deux l'organisation des Jeux. Les épreuves équestres se déroulèrent par conséquent à Stockholm du 10 au 17 juin 1956.

## Sites olympiques
Le parc olympique construit pour l'occasion regroupe le stade olympique, le vélodrome et la piscine olympique. Le montant total des constructions s'est élevé à 2 400 000 £.

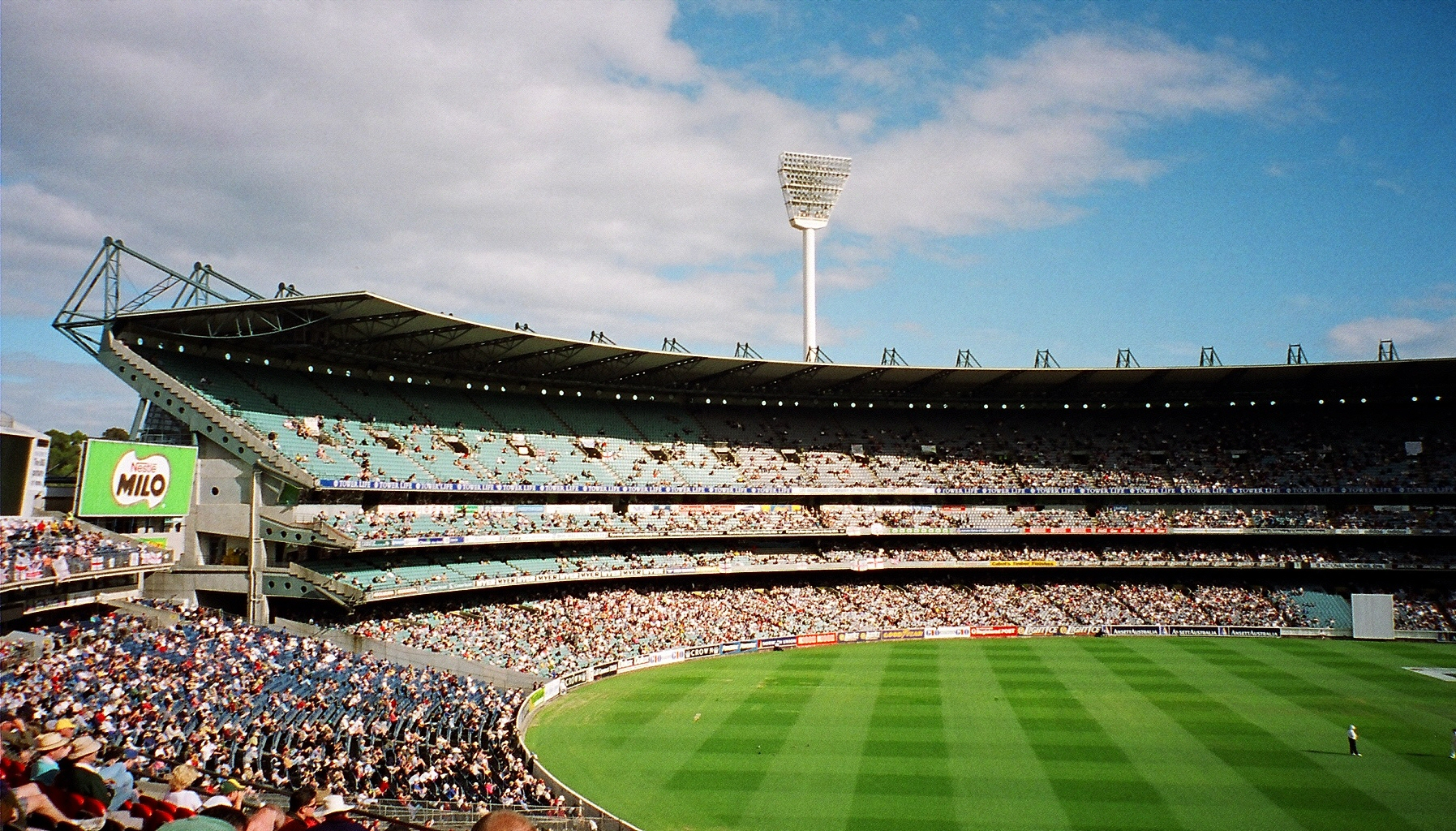
Le Melbourne Cricket Ground en 1998.

- Melbourne Cricket Ground : Athlétisme, Hockey sur gazon, Football et sports de démonstration
- Lexus Center : Natation et Water polo
- Exhibition Building : Lutte, Haltérophilie, Basket-ball
- West Melbourne Stadium : Boxe, Gymnastique
- St Kilda Town Hall : Escrime
- Williamstown Range : Tir
- Oaklands Hunt Club : Pentathlon moderne
- Port Philip Bay : Voile
- Lake Wendouree : Aviron, Canoë-kayak
- Broadmeadows : Cyclisme sur route

## Cérémonie d'ouverture
104 000 spectateurs assistent à la cérémonie d'ouverture au stade olympique du Melbourne Cricket Ground sous une chaleur étouffante. Tandis que les athlètes hongrois sont acclamés à leur passage, les athlètes soviétiques défilent sous silence. Un nouvel hymne olympique est joué pour l'occasion, celui du compositeur polonais Michel Spisak.

## Nations participantes

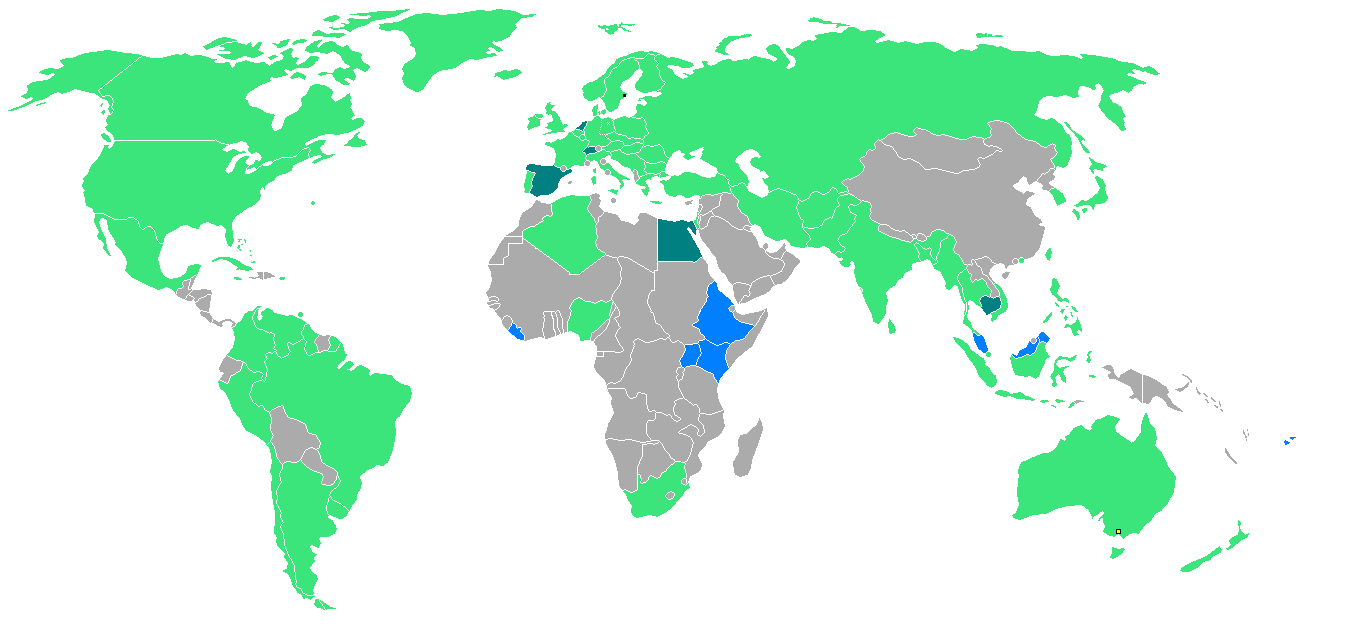
Pays participants en 1956.
Pays participant pour la première fois.
Pays ayant déjà participé.

En dehors des boycotts enregistrés, 67 pays sont présents à Melbourne. L'Éthiopie, Fidji, le Kenya, le Liberia, la Malaisie, Borneo du Nord, et l'Ouganda font leur première apparition olympique. Cinq nations non présentes à Melbourne ont cependant participé aux épreuves équestres à Stockholm : le Cambodge, l'Égypte, l'Espagne, les Pays-Bas et la Suisse. Enfin, les deux Allemagne furent contraintes par le Comité international olympique de former une seule équipe, l'équipe unifiée d'Allemagne.
| Afrique                                                           | Amériques | Asie | Europe | Océanie                                |
| - Afrique du Sud - Éthiopie - Kenya - Liberia - Nigeria - Ouganda | - Argentine - Bahamas - Bermudes - Brésil - Canada - Chili - Colombie - Cuba - États-Unis - Guyane britannique - Jamaïque - Mexique - Pérou - Porto Rico - Trinité-et-Tobago - Uruguay - Venezuela | - Afghanistan - Bornéo du Nord - Birmanie - Ceylan - Corée du Sud - Hong Kong - Indonésie - Inde - Iran - Israël - Japon - Malaisie - Pakistan - Philippines - Taïwan - Singapour - Thaïlande - Viêt Nam | - Équipe unifiée d’Allemagne - Autriche - Belgique - Bulgarie - Danemark - Finlande - France - Grèce - Hongrie - Irlande - Islande - Italie - Luxembourg - Norvège - Pologne - Portugal - Roumanie - Grande-Bretagne - Suisse - Suède - Tchécoslovaquie - Turquie - Union soviétique - Yougoslavie | - Australie - Fidji - Nouvelle-Zélande |
| 6 pays                                                            | 17 pays | 16 pays | 23 pays | 3 pays                                 |

## Compétition

### Sports et résultats
17 sports et 145 épreuves sont au programme des Jeux olympiques de 1956, ainsi que deux sports de démonstration : le football australien et le baseball.
| - Athlétisme (33) - Aviron (7) - Basket-ball (1) - Boxe (10) - Canoë-kayak (9) - Cyclisme (6) - Équitation (6) | - Escrime (7) - Football (1) - Gymnastique (15) - Haltérophilie (7) - Hockey sur gazon (1) - Lutte (16) - Pentathlon moderne (2) | - Sports aquatiques Natation (17) Plongeon (4) Water-polo (1) - Tir (7) - Voile (5) |

### Faits marquants
Athlétisme

Résultats détaillés

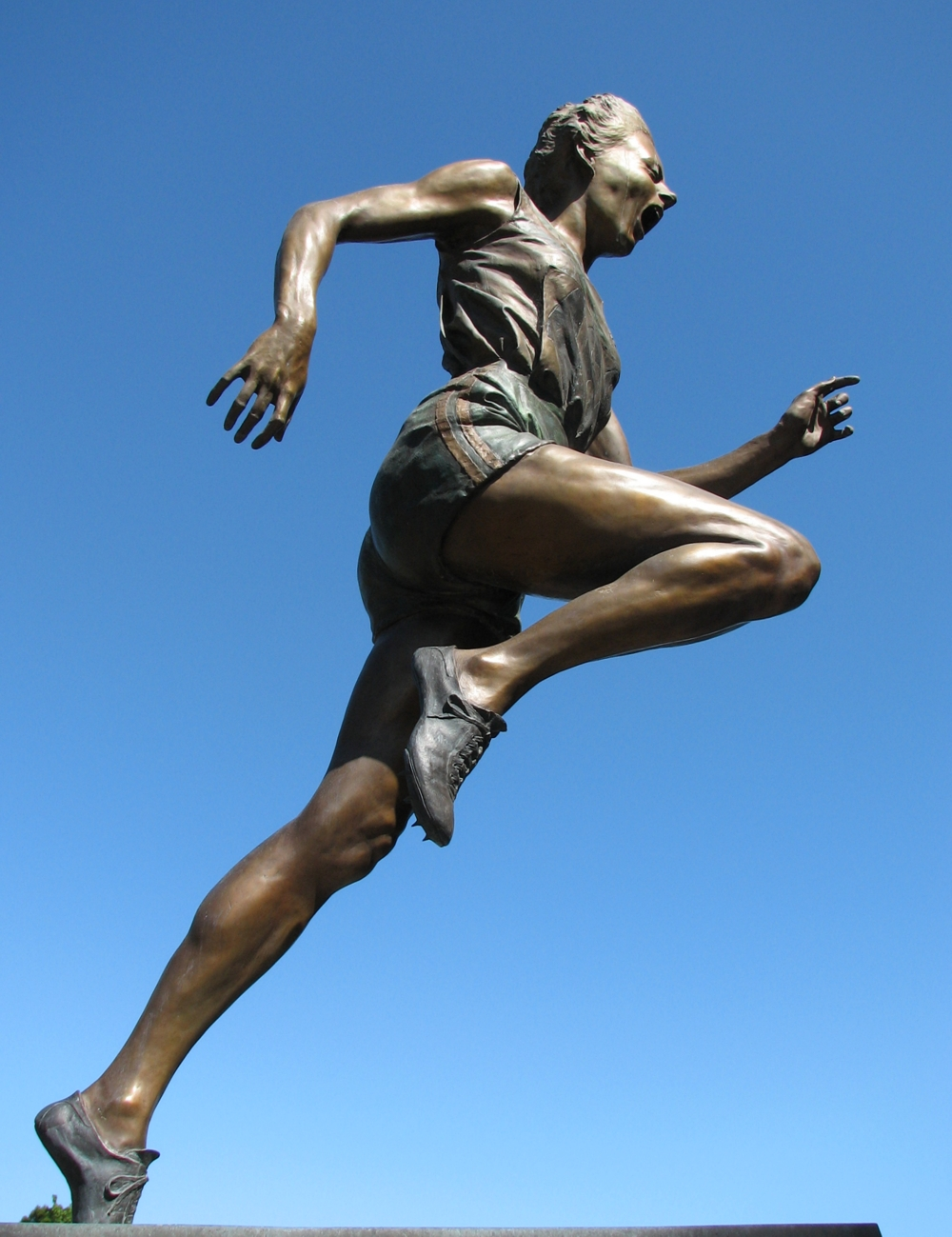
La statue de Betty Cuthbert devant le Melbourne Cricket Ground à Melbourne.

L'Américain Bobby Joe Morrow remporte 3 médailles d'or (100 m, 200 m et 4 × 100 m). Le Soviétique Vladimir Kuts réalise le doublé sur 5 000 m et 10 000 m alors que le Français Alain Mimoun remporte l'épreuve du marathon à l'âge de 35 ans. L'Australienne Betty Cuthbert devient une véritable héroïne nationale en gagnant trois médailles d'or (100 m, 200 m et 4 × 100 m).
Aviron

Résultats détaillés

Basket-ball

Résultats détaillés

Boxe

Résultats détaillés

Canoë-kayak

Résultats détaillés

Cyclisme

Résultats détaillés

Équitation

Résultats détaillés

Organisés à Stockholm en Suède, les épreuves d'équitation voient le cavalier suédois Henri Saint Cyr conserver ses titres individuels et par équipes de dressage.
Escrime

Résultats détaillés

Football

Résultats détaillés

Gymnastique

Résultats détaillés

Haltérophilie

Résultats détaillés

Hockey sur gazon

Résultats détaillés

Lutte

Résultats détaillés

Natation

Résultats détaillés

Pentathlon moderne

Résultats détaillés

Tir

Résultats détaillés

Voile

Résultats détaillés

Water-polo

Résultats détaillés

La demi-finale URSS-Hongrie fut marquée par l'épisode du bain de sang de Melbourne.

### Records de médailles
| Athlète             | Pays             | Sport       | Médaille d'or, Jeux olympiques | Médaille d'argent, Jeux olympiques | Médaille de bronze, Jeux olympiques | Total |
| Ágnes Keleti        | Hongrie          | Gymnastique | 4                              | 2                                  | 0                                   | 6     |
| Larissa Latynina    | Union soviétique | Gymnastique | 4                              | 1                                  | 1                                   | 6     |
| Viktor Chukarin     | Union soviétique | Gymnastique | 3                              | 1                                  | 1                                   | 5     |
| Valentin Muratov    | Union soviétique | Gymnastique | 3                              | 1                                  | 0                                   | 4     |
| Murray Rose         | Australie        | Natation    | 3                              | 0                                  | 0                                   | 3     |
| Bobby Joe Morrow    | États-Unis       | Athlétisme  | 3                              | 0                                  | 0                                   | 3     |
| Betty Cuthbert      | Australie        | Athlétisme  | 3                              | 0                                  | 0                                   | 3     |
| Dawn Fraser         | Australie        | Natation    | 2                              | 1                                  | 0                                   | 3     |
| Lorraine Crapp      | Australie        | Natation    | 2                              | 1                                  | 0                                   | 3     |
| Edoardo Mangiarotti | Italie           | Escrime     | 2                              | 0                                  | 1                                   | 3     |

### Tableau des médailles
38 nations repartent de Melbourne avec au moins une médaille. L'URSS avec 98 podiums devance les États-Unis (74). L'Australie, pays hôte, obtient d'excellents résultats avec 35 médailles dont 13 titres olympiques.
| Rang  | Pays                   | Médaille d'or, Jeux olympiques | Médaille d'argent, Jeux olympiques | Médaille de bronze, Jeux olympiques | Total |
| 1     | Union soviétique       | 37                             | 29                                 | 32                                  | 98    |
| 2     | États-Unis             | 32                             | 25                                 | 17                                  | 74    |
| 3     | Australie              | 13                             | 8                                  | 14                                  | 35    |
| 4     | Hongrie                | 9                              | 10                                 | 7                                   | 26    |
| 5     | Italie                 | 8                              | 8                                  | 9                                   | 25    |
| 6     | Suède                  | 8                              | 5                                  | 6                                   | 19    |
| 7     | EUA                    | 6                              | 13                                 | 7                                   | 26    |
| 8     | Royaume-Uni            | 6                              | 7                                  | 11                                  | 24    |
| 9     | Roumanie               | 5                              | 3                                  | 5                                   | 13    |
| 10    | Japon                  | 4                              | 10                                 | 5                                   | 19    |
| 11    | France                 | 4                              | 4                                  | 6                                   | 14    |
| 12    | Turquie                | 3                              | 2                                  | 2                                   | 7     |
| 13    | Finlande               | 3                              | 1                                  | 11                                  | 15    |
| 14    | Iran                   | 2                              | 2                                  | 1                                   | 5     |
| 15    | Canada                 | 2                              | 1                                  | 3                                   | 6     |
| 16    | Nouvelle-Zélande       | 2                              | 0                                  | 0                                   | 2     |
| 17    | Pologne                | 1                              | 4                                  | 4                                   | 9     |
| 18    | Tchécoslovaquie        | 1                              | 4                                  | 1                                   | 6     |
| 19    | Bulgarie               | 1                              | 3                                  | 1                                   | 5     |
| 20    | Danemark               | 1                              | 2                                  | 1                                   | 4     |
| 21    | Irlande                | 1                              | 1                                  | 3                                   | 5     |
| 22    | Norvège                | 1                              | 0                                  | 2                                   | 3     |
| 23    | Mexique                | 1                              | 0                                  | 1                                   | 2     |
| 24    | Inde                   | 1                              | 0                                  | 0                                   | 1     |
| 24    | Brésil                 | 1                              | 0                                  | 0                                   | 1     |
| 26    | Yougoslavie            | 0                              | 3                                  | 0                                   | 3     |
| 27    | Chili                  | 0                              | 2                                  | 2                                   | 4     |
| 28    | Belgique               | 0                              | 2                                  | 0                                   | 2     |
| 29    | Argentine              | 0                              | 1                                  | 1                                   | 2     |
| 29    | Corée du Sud           | 0                              | 1                                  | 1                                   | 2     |
| 31    | Islande                | 0                              | 1                                  | 0                                   | 1     |
| 31    | Pakistan               | 0                              | 1                                  | 0                                   | 1     |
| 33    | Union d'Afrique du Sud | 0                              | 0                                  | 4                                   | 4     |
| 34    | Autriche               | 0                              | 0                                  | 2                                   | 2     |
| 35    | Bahamas                | 0                              | 0                                  | 1                                   | 1     |
| 35    | Grèce                  | 0                              | 0                                  | 1                                   | 1     |
| 35    | Suisse                 | 0                              | 0                                  | 1                                   | 1     |
| 35    | Uruguay                | 0                              | 0                                  | 1                                   | 1     |
| Total |                        | 153                            | 153                                | 163                                 | 469   |

### Filmographie
- Rendez-vous à Melbourne, documentaire réalisé par René Lucot, sorti en 1957.